# Kardiognoza
Kardiognoza — (z ⁣⁣gr.⁣⁣ „καρδιά” — serce, „γνῶσις” — „poznanie, wiedza”) to — zgodnie z wiarą katolicką — „udzielana przez Boga wybranym przez Niego osobom nadnaturalna, a więc pozawerbalna, zdolność poznawania cudzych stanów wewnętrznych (sumienia, myśli, motywacji itp.), a więc również skutków działania na człowieka różnych duchów, w tym także demonów. Zdolność ta może dotyczyć ściśle określonych osób, np. krewnych, a nawet swojego spowiednika. Dar kardiognozy może obejmować także wszystkich, z którymi się obdarowany komunikuje”. Kardiognoza występuje zbiorczo w chrześcijaństwie, chociażby w prawosławiu jest uznawane, że jest ona darem Ducha Świętego dla „ojca duchownego” („abby”, mnicha), który osiągnął stan „beznamiętności” (wyzwolił się spod wpływów namiętności powodujących grzechy, takich nazywa się wprost świętymi, nawet jeśli wciąż żyją), gdzie takich jest zaledwie „kilku na pokolenie”.
Jak naucza Kościół katolicki, „zdolność ta jest absolutnie pochodzenia Boskiego i ani człowiek, ani tym bardziej szatan, nie może jej spowodować. Charakteryzuje się tym, że świadomość ta powstaje w momencie kontaktu z daną osobą i nie ma żadnego związku z wcześniej nabytą wiedzą o danej osobie, a więc z przypuszczeniami wysnuwanymi z oznak zewnętrznych osoby będącej przedmiotem świadomości, jak np. zachowanie, strój, sposób mówienia i chodzenia. Obdarzona tym darem osoba nie może posługiwać się nim według własnej woli. Wiedza zdobyta dzięki kardiognozie nigdy nie dotyczy rzeczy banalnych i nieistotnych, ale ma za przedmiot przede wszystkim duchowe dobro”.
Przykładami osób obdarowanych taką zdolnością była polska mistyczka bł. Marcelina Darłowska i włoski święty — ojciec Pio.